# Sénaillac-Latronquière
Sénaillac-Latronquière település Franciaországban, Lot megyében. Lakosainak száma 129 fő (2022. január 1.). Sénaillac-Latronquière Gorses, Labastide-du-Haut-Mont, Latronquière és Sousceyrac-en-Quercy községekkel határos.

## Népesség
A település népessége az elmúlt években az alábbi módon változott:
| Lakosok száma | 264  | 196  | 169  | 152  | 137  | 137  | 142  | 135  | 132  | 129  |
|               | 1968 | 1982 | 1990 | 2006 | 2013 | 2015 | 2017 | 2019 | 2020 | 2022 |